# Atawizm
Atawizm (łac. atavus – przodek) – regresja ewolucyjna.

## Atawizm kulturowy
W naukach społecznych, atawizm kulturowy to termin używany do opisania powrotu do starszych, często bardziej prymitywnych lub tradycyjnych wartości, norm i zachowań kulturowych. Termin atawizm pochodzi z biologii i odnosi się do odrodzenia utraconych lub starszych cech w organizmie. Przeniesiony zatem do kultury atawizm kulturowy oznacza tendencję do wznawiania lub idealizowania starszych cech kulturowych, które wcześniej były mniej widoczne lub uważane za przestarzałe. Atawizm kulturowy często pojawia się jako reakcja na szybkie zmiany lub postrzegane zagrożenia dla tożsamości zbiorowej. W zglobalizowanym świecie ludzie mogą doświadczyć poczucia utraty kontroli lub tożsamości, a atawizm kulturowy staje się wówczas sposobem na „trzymanie się” czegoś znajomego i bezpiecznego. Może być także sposobem na zaznaczenie oporu wobec współczesnych, liberalnych wartości i zmian, które odbierane są jako niepożądane. Atawizm kulturowy można zatem postrzegać jako wyraz zarówno nostalgii, jak i konserwatyzmu, w ramach którego idealizuje się i ożywia przeszłe przejawy kulturowe, próbując stworzyć stabilność i znaczenie w zmieniającym się świecie.

## Atawizm biologiczny
Atawizm to regresja ewolucyjna, czyli pojawienie się u danego organizmu nietypowych dla niego cech bądź zachowań, charakterystycznych dla jego odległych przodków. 
Atawizmem nazywa się również cechy anatomiczne oraz instynkty, które w formie szczątkowej bądź nawet pełnej okazują się organizmom nieprzydatne, lecz były potrzebne ich przodkom. Szczególnie widoczne jest to u człowieka, jako że drastyczna zmiana warunków ludzkiego życia zaszła niezmiernie szybko (w ewolucyjnej skali czasu), natomiast ludzka natura kształtowała się przez setki tysięcy lat w warunkach zupełnie innych, wymagających konkretnych cech, co zdążyło utrwalić je w człowieku genetycznie.  
W XIX wieku Cesare Lombroso sformułował hipotezę o związku atawizmów z "niższą rasą" i cechami przestępców. Np. silnie rozwinięte łuki brwiowe, duża żuchwa, długie ręce, nadmierne owłosienie ciała miały być wyznacznikami genetycznej/rasowej niższości. Współcześnie jest to hipoteza odrzucona przez naukę. 

### Przykłady
U człowieka:
- dodatkowe brodawki sutkowe,
- szczątkowy ogon[3],
- wybitnie silnie rozwinięte owłosienie na całym ciele lub na twarzy i plecach (hipertrichoza),
- owłosienie w rozwoju zarodkowym,
- odruch czepny u noworodków,
- nadmiernie rozwinięte kły,
- wykształcenie pazurów zamiast paznokci.

U innych  zwierząt:
- trójpalczaste konie,
- wilczy ząb u koni,
- szczątkowe kończyny tylne (do 1 m długości) u wielorybów (Długopłetwiec oceaniczny Megaptera novaeangliae).

U roślin:
- liście zamiast cierni u kaktusów,
- występowanie wici u plemników roślin z klasy sagowców i rodzaju miłorząb (Ginkgo)